# Ljustjärnen (Los socken, Hälsingland, 683050-147067)
Ljustjärnen är en sjö i Ljusdals kommun i Hälsingland och ingår i Ljusnans huvudavrinningsområde.